# Hasta luego, cocodrilo
Hasta luego, cocodrilo fue una serie de televisión, con dirección de Alfonso Ungría y guiones de Joaquín Oristrell, emitida por La 1 de TVE en 1992.

## Argumento
Un grupo de nueve amigos, más cerca de los 40 que de los 30, se reúne para celebrar la Nochevieja de 1990. Reciben entonces la llamada de Mario Villanueva, el único de los amigos que no ha acudido a la cita. Mario les anuncia su intención de suicidarse. El resto de la panda se precipita a las calles de Madrid en busca de su amigo. A lo largo de los episodios cada uno de ellos rememorará sus dorados años de juventud en la Universidad y se hace un repaso por la convulsa historia de España durante los años 1970, desde los acontecimientos políticos hasta los gustos estéticos, musicales y culturales.

## Listado de episodios
- Zumba de mi esperanza
- Por el camino peligroso
- El vídeo mató a la estrella de la radio
- No hay marcha en Nueva York
- Cuando los santos salen de paseo